# بوگاتی مدل ۱۰۰
بوگاتی مدل ۱۰۰ (به انگلیسی: Bugatti Model 100) یک هواپیمای ساختِ کارخانهٔ بوگاتی در کشور فرانسه است که در سال ۱۹۳۹ ساخته شد.  